# Gastronomía de Tailandia

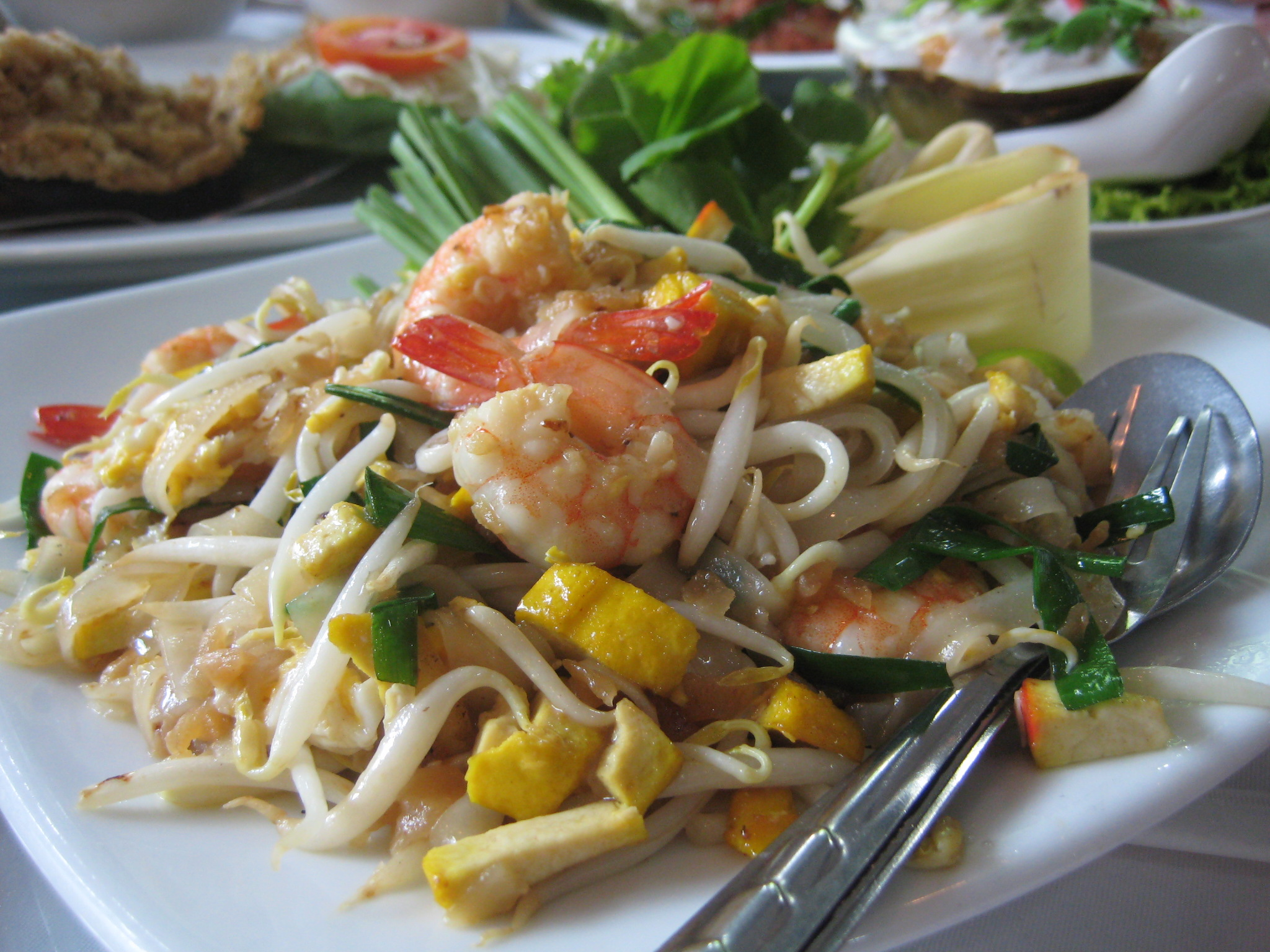
Pad Thai tailandés.

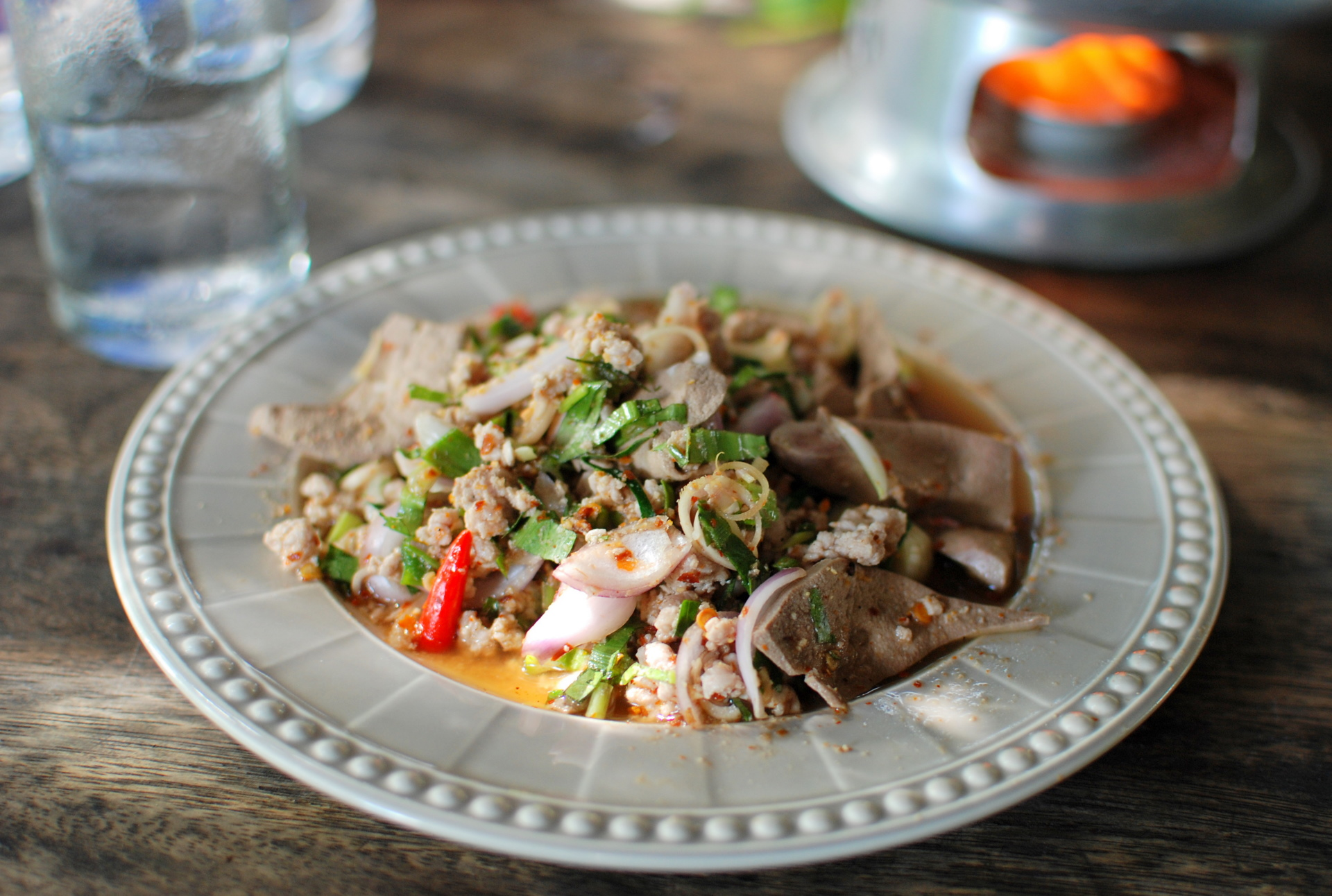
Lap mu.

La gastronomía de Tailandia (En tailandés: อาหารไทย, RTGS: ahan thai, pronunciación [ʔāː.hǎːn tʰāj]) Se caracteriza por su mezcla equilibrada de sabores ácidos, salados, dulces y picantes.
los platos de la cocina tailandesa se caracterizan además por un ligero toque aromático y punto de picante; a diferencia de otras gastronomías Tailandia basa  sus platillos en "malabarismos con elementos dispares para crear un acabado armonioso " según observaciones del chef Australiano David Thomson.
los platillos de la gastronomía tailandesa se pueden clasificar genericamente en cuatrio categorías:los tom (sopas y platillos hervidos) yam (ensaladas) tam (platilos con ingredientes machacados) y los kaeng (curris)

## Historia
Las tradiciones culinarias de Tailandia y los países vecinos se han influenciado mutuamente en el transcurso de los siglos pasados.
según el libro del monje Buddhadasa Bhikku "La benevolencia de la India hacia Tailandia" la gastronomía de Tailandia fue influenciada por la gastronomía de la india  "los tailandeses aprendieron como usar de varias maneras en sus comidas de los indios" escribió ya que además los tailandeses obtubieron los métodos de elaboración de medicinas a base de hierbas de la india. Agunas plantas como el sarabhi  de la familia Guttiferae, el panika o harsinghar, el phikun o Mimusops elengi y el bunnak o castaño rosado, entre otras. fueron traídas de la India. sin embargo la gastronomía de Tailandia preserva  fuertemente la herencia gastronómica de los reinos de sukhothai (1238–1448), ayutthaya(1351–1767) y Thonburi (1767–1782) 

## Ingredientes
El ingrediente, principal en la cocina tailandesa es el arroz, que puede ser ingrediente a modo de sopa, frito o simplemente cocido blanco.
La cocina tailandesa mezcla cinco sabores fundamentales: dulce, picante, agrio, amargo y salado. Algunos ingredientes comunes utilizados en la cocina tailandesa incluyen el ajo, pimientos, hierba de limón y salsa de pescado.

## Preparaciones Comunes

### Desayuno / อาหารเช้า
- Chok: Papilla o porridge de arroz, similar en aspecto y sabor al consumido en gran parte de Sudamérica.
- Khao Khai Chiao: Consiste en una tortilla (khai chiao) con arroz blanco, a menudo se come con salsa de chile y rodajas de pepino.
- Khao tom: Es una sopa de arroz hecha generalmente con carne de cerdo, pollo, pescado o camarones.
- Pathongko: Es la versión tailandesa del pan frito chino llamado Youtiao, se puede untar con diferentes pastas y salsas.
- Nam taohu: Leche de soya.

### Comida
- Nam Prik Pao (น้ำพริกเผา): Salsa de chile tostado con echalotes, ajo y camarones secos.
- Khao  Gai: Pollo con arroz hervido en caldo de gallina y leche de coco.
- Ped Dang: Asado de pollo al jengibre.
- Sukillaki-thai: Carne y pescado rebozado en huevo acompañado con verduras y pasta de harina de arroz.
- Nevayum: Carne trozada condimentada acompañado con ensalada.
- Tom Kha Gai: Sopa de raíz de galanga.
- Kaeng Kari Kai: Pollo al curry suave.
- Tom yum: Un tipo de sopa picante y ácida, camarones, caldo de pollo o ternera, cilantro, setas y limón.

### Bebidas / เครื่องดื่ม
- Nam Maphrao: Es el jugo de coco, suele ser servido en el mismo coco.
- Cha Yen (ชาเย็น): Consiste en té con leche ya sea evaporada, de coco o entera, que se agrega para dar sabor y una apariencia cremosa, comúnmente se le agrega hielo y se endulza con azúcar.
- Cha Ma Now (ชามะนาว): Es similar al anterior pero saborizado con limón.
- Cha Ron (ชาร้อน): Es el té caliente, mayoritariamente es servido en el desayuno.
- Chang (ช้าง): Cerveza producida por Thai Beverage
- Culyu (กระทิงช้าง) : Bebida hecha con maíz y harina de trigo
- Nam bai bua bok (	น้ำใบบัวบก): Bebida hecha con Centella asiática
- Krating Daeng (กระทิงแดง): Bebida energética no carbonatada, es el origen de Red Bull.
- Nam Matum: Consiste en una bebida refrescante y saludable hecha a partir del fruto del árbol del Aegle marmelos.
- Mekhong (แม่โขง): Marca de Whisky.
- Oliang (โอเลี้ยง): Café helado.
- Sato (สาโท): Vino de arroz.
- SangSom: Marca de ron destilado de la caña de azúcar.

### Salsas
- Sriracha (ซอสศรีราชา): salsa picante
- Nam chim sate	 (น้ำจิ้ม สะเต๊ะ): 	Salsa de maní
- Nam chim kai	 (น้ำจิ้มไก่	): Salsa picante de pollo
- Nam chim chaeo	 (น้ำจิ้ม แจ่ว): 	Es una salsa pegajosa, dulce y picante hecha con chiles secos, salsa de pescado, azúcar de palma, jugo de limón y arroz pegajoso asado y molido. A menudo se sirve como salsa con el mu yang (carne de cerdo a la parrilla).